# Notodesmus scotius
Notodesmus scotius är en mångfotingart som beskrevs av Chamberlin 1920. Notodesmus scotius ingår i släktet Notodesmus och familjen orangeridubbelfotingar. Inga underarter finns listade i Catalogue of Life.